# Wobbly
Jon Leidecker, alias Wobbly, es músico y compositor de música experimental electrónica afincado en San Francisco. Ha sacado trabajos de Tigerbeat6, Illegal Art, Alku, Phthalo, entre otros. Produce música desde 1987, y ha colaborado en proyectos en directo y de estudio con People Like Us, Thomas Dimuzio, Kevin Blechdom, Tim Perkis, Matmos y The Weatherman de Negativland. Es también miembro de Chopping Channel y Sagan. En 2002, Leidecker se hizo cargo del primer montaje y últimos retoques del álbum de Keep the Dog, That House We Lived In (2003).